# Naissance en 1085
Naissance
- 1081
- 1082
- 1083
- 1084
- 1085
- 1086
- 1087
- 1088
- 1089

Cette page dresse une liste de personnalités nées au cours de l'année 1085 :
- Guillaume de Verceil, aussi appelé Guillaume de Montevergine, ermite chrétien italien.
- Jeuda ha-Levi, poète séfarade.
- Otomae (en), chanteuse japonaise.

date incertaine (vers 1085)
- Artaud III de Pallars Sobirà, comte de Pallars Sobirà.
- Hugues II de Bourgogne, duc de Bourgogne.
- Florent II de Hollande, comte de Hollande.
- Isabelle de Vermandois, noble anglo-normande.
- Étienne d'Obazine, prêtre, moine cistercien, fondateur et premier abbé de l’abbaye d’Obazine.
- Rashbam, exégète biblique et tossafiste.
- Waléran II de Limbourg, duc de Limbourg, comte d'Arlon et duc de Basse-Lotharingie.

## Crédit d'auteurs
- Cet article est partiellement ou en totalité issu de l'article intitulé « 1085 » (voir la liste des auteurs).